# Emma Jansson
Emma Jennifer Jansson, född 9 maj 1996, är en svensk fotbollsspelare som spelar för FC Rosengård. Hon har tidigare spelat för Hammarby IF.

## Klubbkarriär
Jansson började spela fotboll i IFK Sollentuna. Sommaren 2012 gick hon till Hammarby IF. Jansson debuterade den 1 augusti 2012 i en 3–1-vinst över Vasalunds IF, där hon blev inbytt i slutet av första halvlek och även gjorde sitt första mål. Hon gjorde allsvensk debut 2015 och spelade totalt fyra säsonger i klubben.
I november 2015 värvades Jansson av Eskilstuna United. Hon debuterade den 17 april 2016 i en 2–1-vinst över Djurgårdens IF.
I november 2016 värvades Jansson av KIF Örebro, där hon skrev på ett tvåårskontrakt. KIF Örebro blev nedflyttade till Elitettan och efter säsongen 2017 lämnade Jansson klubben.
Inför säsongen 2018 återvände Jansson till Hammarby IF, där hon skrev på ett tvåårskontrakt. Jansson vann den interna skytteligan 2018 med sex gjorda mål och efter säsongen förlängde hon sitt kontrakt med två år. I november 2020 förlängde Jansson sitt kontrakt i Hammarby med två år.
I december 2022 värvades Jansson av FC Rosengård, där hon skrev på ett treårskontrakt.

## Landslagskarriär
Emma Jansson debuterade i landslagssammanhang under kvalspelet till U19-EM och hon var uttaget till landslaget som spelade under slutspelet i Israel 2015. Sverige tog guld efter att ha besegrat Spanien med 3–1 i finalen.